# Boston Celtics 2006-2007
La stagione 2006-07 dei Boston Celtics fu la 61ª nella NBA per la franchigia.
I Boston Celtics arrivarono quinti nella Atlantic Division della Eastern Conference con un record di 24-58, secondo peggior record della lega, davanti solo ai Memphis Grizzlies, non qualificandosi per i play-off.
La stagione fu resa molto difficile dai molti infortuni, in particolare quello al capitano Paul Pierce, che rimase fermo sette settimane, e dalla morte di Red Auerbach e Dennis Johnson.

## Arrivi/partenze

### Draft
| Giro | Scelta | Giocatore                       | Ruolo | Nazione     | College   |
| ---- | ------ | ------------------------------- | ----- | ----------- | --------- |
| 1    | 7      | Randy Foye (ceduto ai Portland) | G     | Stati Uniti | Villanova |

### Scambi
| 28 giugno, 2006 | Ai Boston Celtics Sebastian Telfair, Theo Ratliff, e la seconda scelta del 2008 | Ai Portland Trail Blazers Dan Dickau, Raef LaFrentz, e la settima scelta del draft (Randy Foye) |

| 28 giugno, 2006 | Ai Boston Celtics Brian Grant, e la ventunesima scelta (Rajon Rondo) | Ai Phoenix Suns Una futura prima scelta |

| 28 giugno, 2006 | Ai Boston Celtics La quarantanovesima scelta (Leon Powe) | Ai Denver Nuggets Una futura seconda scelta |

| 13 ottobre, 2006 | Ai Boston Celtics Luke Jackson, e soldi | ai Cleveland Cavaliers Dwayne Jones |

### Mercato

#### Acquisti
| Giocatore          | Firmato   | Provenienza                |
| Allan Ray          | 6 luglio  | Villanova                  |
| Kevin Pittsnogle   | 26 luglio | West Virginia Mountaineers |
| Michael Olowokandi | 2 ottobre | rifirmato                  |
| Kevinn Pinkney     | 4 aprile  | Bakersfield Jam            |

#### Cessioni
| Giocatore        | Ceduto     | Destinazione         |
| Orien Greene     | 30 giugno  | Indiana Pacers       |
| Kevin Pittsnogle | 20 ottobre | Pittsburgh Xplosion  |
| Luke Jackson     | 26 ottobre | Idaho Stampede       |
| Brian Grant      | 26 ottobre | ritirato             |
| Kevinn Pinkney   | 18 aprile  | Pallacanestro Biella |

## Roster
| N° | Naz.                   | Ruolo | Sportivo           | Anno | Alt. | Peso |
| -- | ---------------------- | ----- | ------------------ | ---- | ---- | ---- |
| 0  | Stati Uniti (bandiera) | A     | Leon Powe          | 1984 | 203  | 109  |
| 4  | Stati Uniti (bandiera) | A     | Ryan Gomes         | 1982 | 201  | 113  |
| 5  | Stati Uniti (bandiera) | A     | Gerald Green       | 1986 | 203  | 91   |
| 7  | Stati Uniti (bandiera) | A     | Al Jefferson       | 1985 | 208  | 120  |
| 9  | Stati Uniti (bandiera) | G     | Rajon Rondo        | 1986 | 185  | 78   |
| 12 | Stati Uniti (bandiera) | G     | Allan Ray          | 1984 | 188  | 86   |
| 13 | Stati Uniti (bandiera) | G     | Delonte West       | 1983 | 193  | 82   |
| 30 | Stati Uniti (bandiera) | G     | Sebastian Telfair  | 1985 | 183  | 75   |
| 34 | Stati Uniti (bandiera) | A     | Paul Pierce        | 1977 | 198  | 104  |
| 41 | Nigeria (bandiera)     | C     | Michael Olowokandi | 1975 | 213  | 122  |
| 42 | Stati Uniti (bandiera) | G     | Tony Allen         | 1982 | 193  | 97   |
| 43 | Stati Uniti (bandiera) | C     | Kendrick Perkins   | 1984 | 208  | 127  |
| 44 | Stati Uniti (bandiera) | A     | Brian Scalabrine   | 1978 | 206  | 109  |
| 50 | Stati Uniti (bandiera) | AC    | Theo Ratliff       | 1973 | 208  | 102  |
| 55 | Stati Uniti (bandiera) | A     | Wally Szczerbiak   | 1977 | 201  | 111  |

## Staff tecnico
- Allenatore: Doc Rivers
- Vice-allenatori: Armond Hill, Kevin Eastman, Clifford Ray, Dave Wohl, Tony Brown
- Preparatore atletico: Ed Lacerte

## Premi
- Rajon Rondo: 2° quintetto di esordienti